# Legión India Libre
La Legión India (en alemán: Indische Legion), oficialmente la Legión India Libre (en alemán: Legion Freies Indien) o 950.ª Regimiento Indio de infantería (en alemán: Infanterie-Regiment 950 (indisches), I.R. 950) y más tarde la Legión Voluntaria India de las Waffen-SS (en alemán: Indische Freiwilligen Legion der Waffen-SS), fue una unidad militar creada durante la Segunda Guerra Mundial en el Tercer Reich. Con la intención de servir como una fuerza de liberación para India gobernada por los británicos, estaba compuesta por prisioneros de guerra indios, voluntarios nacionalistas/independentistas y expatriados en Europa. Debido a sus orígenes en el movimiento de independencia de la India, se le conocía también como la "Legión del Tigre" y el "Azad Hind Fauj". Inicialmente formado como parte del Ejército alemán, fue oficialmente asignado a las Waffen-SS desde agosto de 1944. El líder de la Independencia India Subhas Chandra Bose inició la formación de la legión, como parte de sus esfuerzos para ganar la independencia de la India librando una guerra contra Gran Bretaña, cuando llegó a Berlín en 1941 en busca de ayuda alemana. Los reclutas iniciales en 1941 eran voluntarios de los estudiantes indios residentes en Alemania en ese momento, y un puñado de prisioneros de guerra indios que habían sido capturados durante la Campaña del Norte de África. Más tarde atraería a un mayor número de prisioneros de guerra indios como voluntarios. 

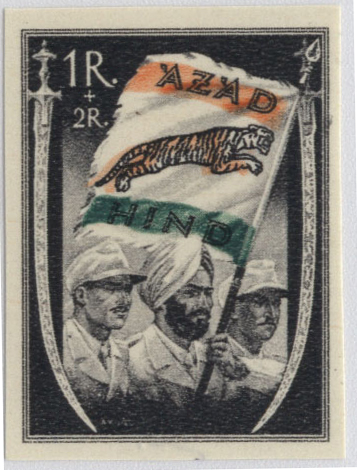
Sello propagandístico no emitido para la Legión.

Aunque inicialmente se formó como un grupo de asalto que formaría un pionero de una invasión conjunta germano-india de las fronteras occidentales de la India británica, solo un pequeño contingente se puso a su propósito original. Un pequeño contingente, que incluía a gran parte del cuerpo de oficiales indios y el liderazgo alistado, fue transferido al Ejército Nacional Indio en el sudeste asiático. La mayoría de las tropas de la Legión India solo estaban estacionadas en Europa en tareas que no eran de combate, en los Países Bajos y en Francia hasta la invasión aliada. Vieron acción en la retirada del avance aliado a través de Francia, luchando principalmente contra la resistencia francesa. Una compañía fue enviada a Italia en 1944, donde vio acciones contra las tropas británicas y polacas y emprendió operaciones antipartisanos. 
En el momento de la rendición de la Alemania nazi en 1945, los hombres restantes de la Legión India hicieron esfuerzos para marchar a la neutral Suiza sobre los Alpes, pero estos esfuerzos resultaron inútiles ya que fueron capturados por las tropas estadounidenses y francesas y finalmente enviados de regreso a la India para enfrentar cargos de "traición". Debido al alboroto que los juicios de los indios que sirvieron con el Eje causaron entre civiles y militares de la India británica, los juicios de los miembros de la legión no se completaron.

## Antecedentes
La idea de crear una fuerza armada que luchara por llegar a la India para derrotar al Raj británico se remonta a la Primera Guerra Mundial, cuando el Partido Ghadar y la naciente Liga de la Independencia India formularon planes para iniciar una rebelión en el Ejército Indio Británico desde Punyab a Hong Kong con apoyo alemán. Este plan fracasó después de que la información se filtró a la inteligencia británica, pero solo después de muchos intentos de motín y un motín de tropas indias en 1915 en Singapur. Durante la Segunda Guerra Mundial, los tres principales poderes del Eje buscaron apoyar actividades revolucionarias armadas en India y ayudaron al reclutamiento de una fuerza militar de prisioneros de guerra indios capturados mientras servían en el ejército indio británico junto con voluntarios nacionalistas y expatriados indios.
La fuerza india más famosa y exitosa para luchar con el Eje fue el Ejército Nacional Indio (ENI) en el sudeste asiático, que nació con el apoyo del Imperio japonés en abril de 1942. La Italia fascista también creó el Batallón Azad Hindustan (en italiano: Battaglione Azad Hindoustan) en febrero de 1942. Esta unidad se formó a partir de prisioneros de guerra indios de su campamento de prisioneros de guerra del Centro I, e italianos que anteriormente residían en India y Persia, y finalmente sirvió bajo el Ragruppamento Centri Militari junto a unidades de árabes e italianos coloniales. Sin embargo, el esfuerzo tuvo poca aceptación por parte de los indios en la unidad, que no deseaban servir bajo el mando de oficiales italianos. Después de la derrota italiana en la Segunda Batalla de El Alamein, los indios se amotinaron cuando se les dijo que lucharan en Libia. En consecuencia, los restos del batallón se disolvieron en noviembre de 1942.

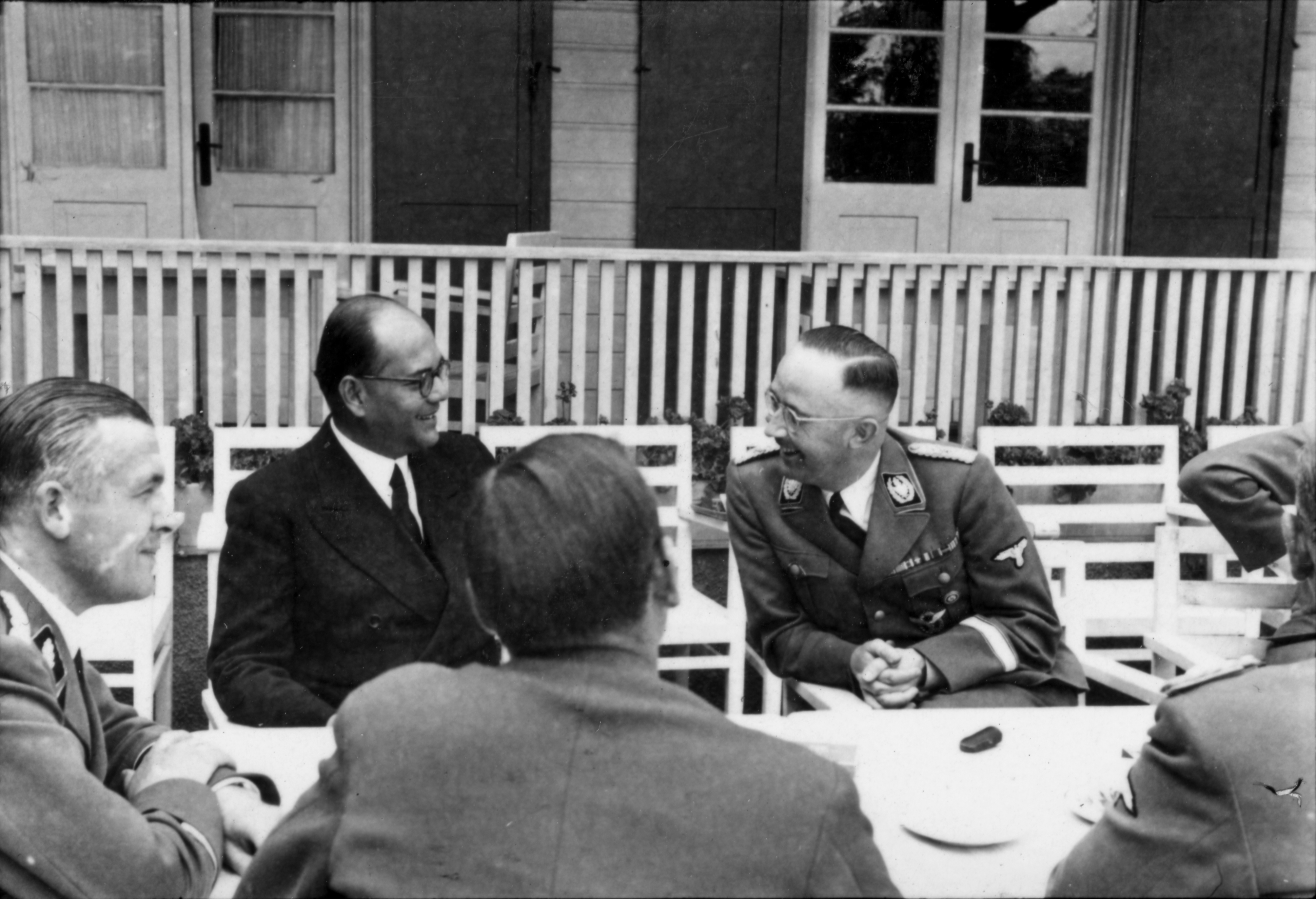
Subhas Chandra Bose con Heinrich Himmler en un almuerzo a mediados de 1941.

Aunque el Congreso Nacional Indio (CNI), la organización que lideraba la lucha por la independencia india, había aprobado resoluciones que apoyaban condicionalmente la lucha contra el fascismo, parte de la opinión pública india fue más hostil hacia la decisión unilateral de Gran Bretaña de declarar a la India beligerante de los aliados. Entre los líderes políticos indios más rebeldes de la época se encontraba Subhas Chandra Bose, un expresidente del CNI, a quien los británicos consideraron una amenaza lo suficientemente potente como para que fuera arrestado cuando comenzó la guerra. Bose escapó del arresto domiciliario en India en enero de 1941 y se dirigió a través de Afganistán a la Unión Soviética, con la ayuda de la inteligencia militar de Alemania, la Abwehr. Una vez que llegó a Moscú, no recibió el esperado apoyo soviético para sus planes de un levantamiento popular en la India, y el embajador alemán en Moscú, el conde von der Schulenberg, pronto arregló que Bose fuera a Berlín. Llegó a principios de abril de 1941 y se reunió con el ministro de Asuntos Exteriores, Joachim von Ribbentrop, y luego con Adolf Hitler. En Berlín, Bose estableció el Centro India Libre y la Radio Azad Hind, que comenzó a transmitir a los indios en frecuencias de onda corta, llegando a decenas de miles de indios que tenían el receptor requisado. Pronto el objetivo de Bose se convirtió en formar un ejército, que él imaginó marcharía a la India con las fuerzas alemanas y desencadenaría la caída del Raj.

## Origen

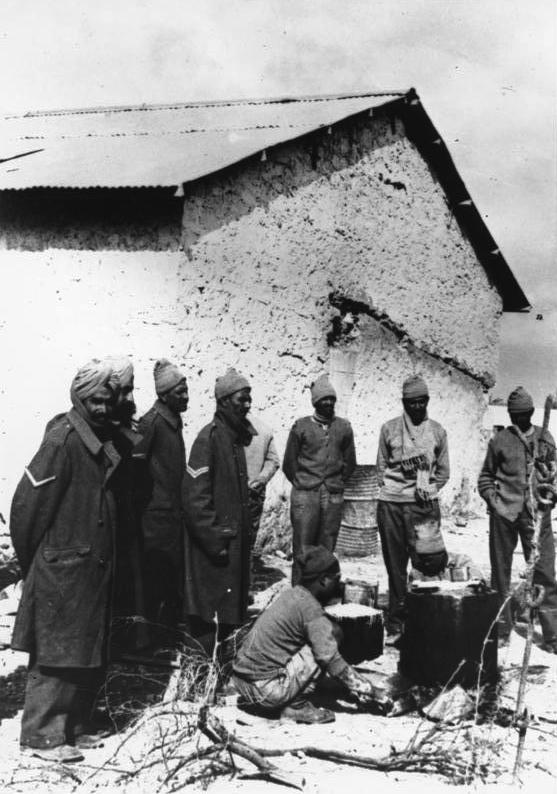
Prisioneros de guerra indios en Derna, Libia, 1941.

Las primeras tropas de la Legión india fueron reclutadas de prisioneros de guerra indios capturados en El Mekili, Libia, durante las batallas por Tobruk. Las fuerzas alemanas en el desierto occidental seleccionaron un grupo central de 27 prisioneros de guerra como oficiales potenciales y fueron trasladados a Berlín en mayo de 1941, para ser seguidos, después del experimento del Centro I, por los prisioneros de guerra transferidos de las fuerzas italianas a Alemania. El número de prisioneros de guerra transferidos a Alemania aumentó a unos 10.000 que finalmente fueron alojados en el campamento de Annaburg, donde Bose se reunió con ellos por primera vez. Un primer grupo de 300 voluntarios de los prisioneros de guerra e indios expatriados en Alemania fueron enviados al campamento de Frankenberg cerca de Chemnitz, para entrenar y convencer a los prisioneros de guerra que se unieron a la legión.
A medida que aumentaba el número de prisioneros de guerra que se unían a la legión, la legión se trasladó a Königsbrück para recibir más capacitación. Fue en Königsbrück donde se emitieron los uniformes, en feldgrau alemán con la insignia del tigre saltando de Azad Hind. La formación del Ejército Nacional Indio fue anunciada por el Ministerio de Propaganda alemán en enero de 1942. Sin embargo, no prestó juramento hasta el 26 de agosto de 1942, ya que la Legión Freies Indien del Ejército alemán. Para mayo de 1943, los números habían aumentado, ayudados por el alistamiento como voluntarios de expatriados indios.
En general, había alrededor de 15.000 prisioneros de guerra indios en Europa, principalmente en Alemania en 1943. Mientras que algunos se mantuvieron leales al Rey-Emperador y trataron a Bose y la Legión con desprecio, la mayoría simpatizaba con la causa de Bose. Mientras que aproximadamente 2.000 se convirtieron en legionarios, algunos otros no completaron su entrenamiento debido a varias razones y circunstancias. En total, el tamaño máximo de la Legión fue de 4.500.
Bose buscó y obtuvo el acuerdo del Alto Mando Alemán para los términos bastante notables por los cuales la Legión serviría en el ejército alemán. Los soldados alemanes entrenarían a los indios en la más estricta disciplina militar, en todas las ramas de la infantería en el uso de armas y unidades motorizadas, de la misma manera que se formó una formación alemana; los legionarios indios no debían mezclarse con ninguna formación alemana; no debían ser enviados a ningún frente que no sea India para luchar contra los británicos, pero se les permitiría luchar en defensa propia en cualquier otro lugar; y, sin embargo, en todos los demás aspectos, los legionarios disfrutarían de las mismas instalaciones y servicios con respecto a sueldo, ropa, comida, licencia, etc., que los soldados alemanes. En cuanto a los eventuales despliegues de la unidad en los Países Bajos y Francia, aparentemente tenían fines de entrenamiento, de acuerdo con los planes de Bose para que la unidad sea entrenada en algunos aspectos de la defensa costera. Después de la invasión de Francia por los Aliados, la unidad recibió la orden de regresar a Alemania, para que no participara en la lucha por los intereses militares alemanes. 

## Organización

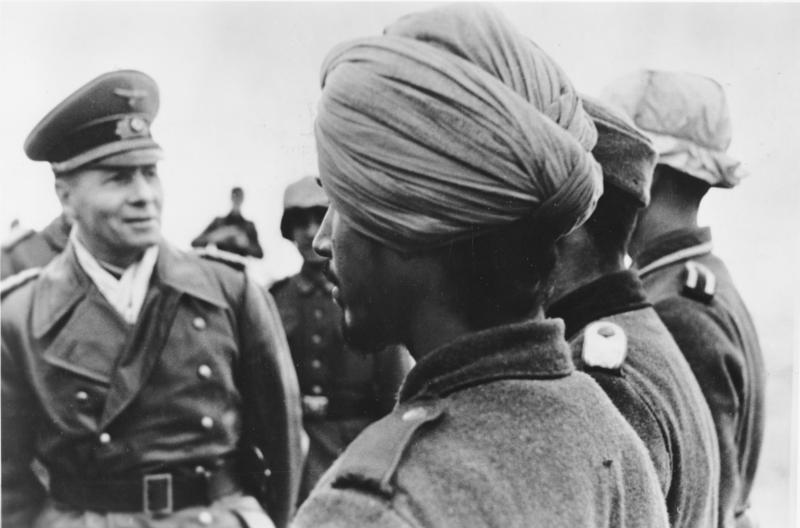
El general mariscal de campo Erwin Rommel inspeccionando una unidad de la Legión India Libre en Francia, febrero de 1944.

### Composición
El Ejército Indio Británico organizó regimientos y unidades sobre la base de la religión y la identidad regional o de casta. Bose buscó poner fin a esta práctica y construir una identidad india unificada entre los hombres que lucharían por la independencia. En consecuencia, la Legión india se organizó como unidades mixtas para que musulmanes, hindúes y sijs sirvieran todos juntos. En el momento de su formación a fines de 1942, el 59% de los hombres de la legión eran hindúes, el 25% eran musulmanes, el 14% eran sijs y el 2% otras religiones. En relación con el ejército indio británico, había más hindúes y sijs, y menos musulmanes. El éxito de la idea de Bose de desarrollar una identidad nacional unificada fue evidente cuando Heinrich Himmler propuso a fines de 1943 (después de la partida de Bose) que los soldados musulmanes del IR 950 fueran reclutados en la nueva División Handschar. El comandante de la Oficina Central de las SS, Gottlob Berger, se vio obligado a señalar que mientras los bosnios de "Handschar" se percibían a sí mismos como personas de identidad europea, los musulmanes indios se percibían a sí mismos como indios. Hitler, sin embargo, mostró poco entusiasmo por el IR 950, en una etapa insistiendo en que sus armas fueran entregadas a la recién creada 18.ª División Horst Wessel SS, exclamando que "...¡La Legión india es una broma!"

### Uniforme y estandarte
El uniforme emitido a la Legión india era el uniforme estándar del ejército alemán de feldgrau en invierno y caqui en verano. Además, las tropas llevaban en la parte superior del brazo derecho una insignia de brazo especialmente diseñada en forma de escudo con tres franjas horizontales de azafrán, blanco y verde y con un tigre saltando en la banda media blanca. La leyenda Freies Indien estaba inscrita en negro sobre un fondo blanco sobre el tricolor. También se usaba una transferencia de azafrán, blanco y verde en el lado izquierdo de sus cascos de acero, similar a la calcomanía negra, blanca y roja que los soldados alemanes llevaban en sus cascos. A los sijs de la legión se les permitía usar un turbante según lo ordenado por su religión en lugar del habitual gorro de campo con pico, de un color apropiado para su uniforme. 
El estandarte de la Legión India Libre, presentado como los colores de la unidad a fines de 1942 o principios de 1943, presentaba el mismo diseño que la insignia del brazo emitida previamente a los hombres de la Legión. Consistía en azafrán, bandas horizontales blancas y verdes, de arriba a abajo, la banda media blanca era aproximadamente tres veces el ancho de las bandas de colores. Las palabras "Azad" y "Hind" en blanco estaban inscritas sobre las bandas de azafrán y verde, respectivamente, y sobre la banda media blanca había un tigre saltando. Este es esencialmente el mismo diseño que el gobierno de Azad Hind adoptó más tarde como su bandera (aunque la evidencia fotográfica muestra que el Ejército Nacional Indio, al menos durante la Campaña de Birmania, usó la bandera Swaraj del CNI).

### Condecoraciones
En 1942, Bose instituyó varias medallas y órdenes de servicio a Azad Hind. Como era típico de las condecoraciones alemanas, se añadieron espadas cruzadas cuando se emitieron para la acción en combate. Casi la mitad de los soldados de la legión recibió una de estas condecoraciones.

### Estructura y unidades
La Legión India Libre se organizó como un regimiento de infantería del Ejército alemán estándar de tres batallones de cuatro compañías cada uno, al menos inicialmente con oficiales comisionados exclusivamente alemanes. Más tarde se lo denominó Panzergrenadier Regiment 950 (indische), lo que indica que la unidad estaba parcialmente motorizada. Estaba equipado con 81 vehículos de motor y 700 caballos. En esta estructura, la legión llegó a consistir en: 
- I. Bataillon - Compañías de infantería 1 a 4
- II Bataillon - Compañías de infantería 5 a 8
- III. Bataillon - Compañías de infantería 9 a 12
- 13) Infanteriegeschütz Kompanie (compañía de armas de infantería - armada con seis leichtes de 7.5 cm Infanteriegeschütz 18)
- 14) Panzerjäger Kompanie (compañía antitanque - armada con seis Panzerabwehrkanone)
- 15. Pionier Kompanie (compañía de ingenieros)
- Ehrenwachkompanie (compañía de guardia de honor)

También incluía personal de hospital, capacitación y mantenimiento.

## Operaciones

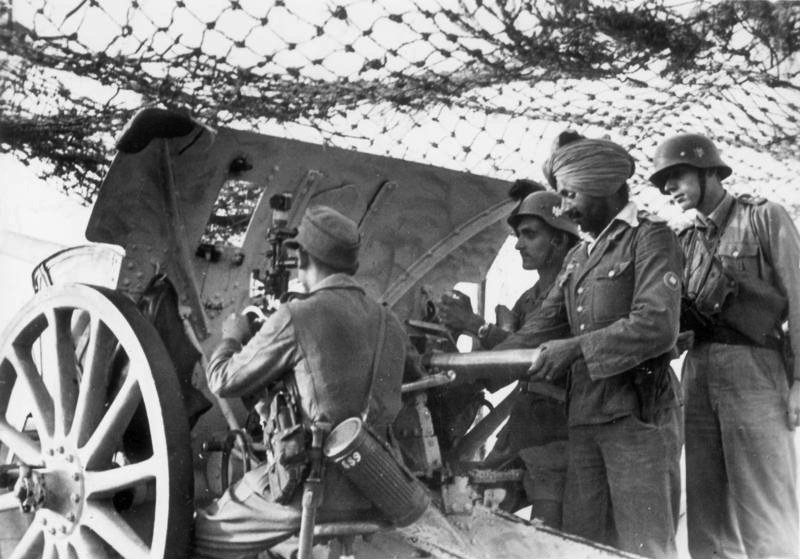
Tripulación de una pieza de artillería, febrero de 1944

Es dudoso que Subhas Chandra Bose haya imaginado que la Legión de la India Libre alguna vez sería un ejército lo suficientemente fuerte como para llevar a cabo una campaña efectiva a través de Persia hacia la India por su cuenta. En cambio, el IR 950 se convertiría en un pionero, precediendo a una fuerza indo-alemana más grande en una campaña del Cáucaso en las fronteras occidentales de la India británica, que alentaría el resentimiento público del Raj e incitaría al Ejército Indio Británico a la revuelta. 
Después de la derrota alemana en Europa en Stalingrado y en el norte de África en El Alamein, quedó claro que un asalto del Eje a través de Persia o incluso la Unión Soviética era poco probable. Mientras tanto, Bose había viajado al Lejano Oriente, donde el Ejército Nacional Indio pudo enfrentarse a los Aliados junto con el Ejército Japonés en Birmania, y finalmente en el noreste de India. El Alto Mando Naval Alemán en este momento tomó la decisión de transferir gran parte del liderazgo y un segmento de la Legión de la India Libre al sur de Asia y el 21 de enero formaron parte del Ejército Nacional Indio. Sin embargo, la mayoría de las tropas de la Legión India permanecieron en Europa durante la guerra y nunca fueron utilizadas en su papel originalmente planeado. 
Adrian Weale ha escrito que alrededor de 100 miembros de la Legión india fueron lanzados en paracaídas al este de Persia en enero de 1942 con la tarea de infiltrarse en la provincia de Baluchistán como Operación Bajadere. Sin embargo, Adrian O'Sullivan ha descrito tal operación como "mítica", ya que era logísticamente imposible y no hay evidencia documental que demuestre que tuvo lugar.

### Holanda y Francia

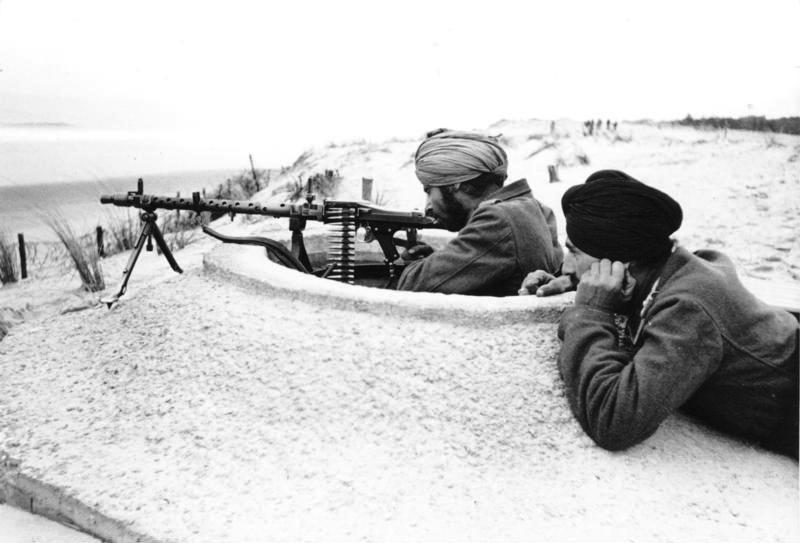
Tropas de la Legión India, en Burdeos, Francia, en marzo de 1944.

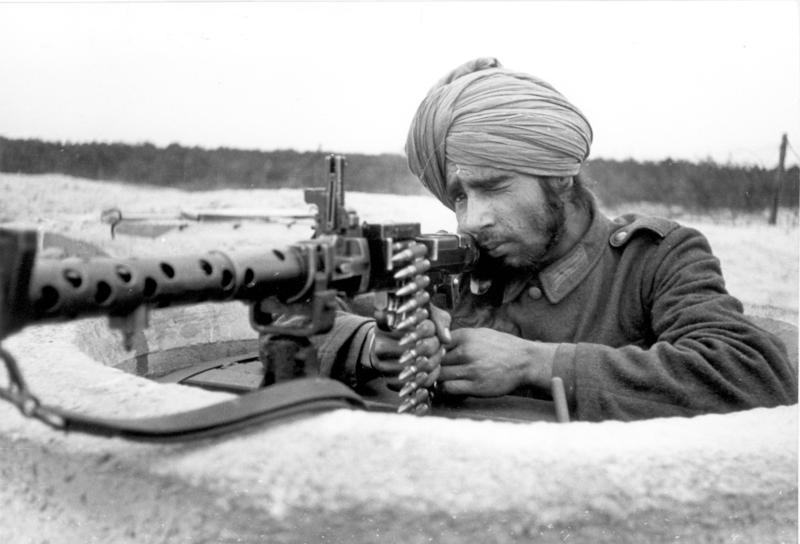
Un soldado de la Legión con un MG 34 en Burdeos, en marzo de 1944.

La legión fue transferida a Zelanda en los Países Bajos en abril de 1943 como parte del Muro Atlántico y más tarde a Francia en septiembre de 1943, adscrita a la 344.ª División de Infantería y más tarde a la 159.ª División de Infantería de la Wehrmacht. Desde Beverloo en Bélgica, el 1.º Batallón fue reasignado a Zandvoort en mayo de 1943, donde permanecieron hasta ser relevados por la Legión Georgiana en agosto. En septiembre de 1943, el batallón se desplegó en la costa atlántica de Burdeos, en el Golfo de Vizcaya. El 2.º Batallón se mudó de Beverloo a la isla de Texel en mayo de 1943 y permaneció allí hasta ser relevado en septiembre de ese año. Desde aquí, se desplegó en Les Sables-d'Olonne en Francia. El 3.º Batallón permaneció en Oldebroek como Reserva del Cuerpo hasta finales de septiembre de 1943, donde ganaron una reputación "salvaje y repugnante" entre los lugareños. 

### Trasferencia a lasWaffen-SS
La legión estaba estacionada en Lacanau (cerca de Burdeos) en el momento del desembarco de Normandía, y permaneció allí hasta dos meses después del Día D. El 8 de agosto de 1944, Himmler autorizó la transferencia de su control a las Waffen-SS, al igual que el de todas las demás unidades voluntarias extranjeras del Ejército alemán. La unidad pasó a llamarse Indische Freiwilligen Legion der Waffen-SS. El mando de la legión fue transferido muy pronto del teniente coronel Kurt Krapp al Oberführer Heinz Bertling. El personal indio notó que se avecinaba un cambio de mando y comenzó a quejarse. Al notar que no era "buscado", Bertling pronto aceptó ser relevado del mando. El 15 de agosto, la unidad se retiró de Lacanau para regresar a Alemania. Fue en la segunda etapa de este viaje, desde Poitiers hasta Châteauroux, que sufrió su primera víctima de combate (teniente Ali Khan) mientras enfrentaba a las fuerzas regulares francesas en la ciudad de Dun. La unidad también se enfrentó a los blindados aliados en Nuits-Saint-Georges mientras se retiraba a través del Loira hacia Dijon. Fue acosado regularmente por la Resistencia francesa, sufriendo dos bajas más (Teniente Kalu Ram y Capitán Mela Ram). La unidad se trasladó desde Remiremont a través de Alsacia hasta el Campamento Heuberg en Alemania en el invierno de 1944, donde permaneció hasta marzo de 1945.

### Italia
La 9.ª Compañía de la Legión (del 2.º Batallón) también vio acción en Italia. Habiendo sido desplegado en la primavera de 1944, se enfrentó al V Cuerpo Británico y al II Cuerpo Polaco antes de ser retirada del frente para ser utilizado en operaciones antipartisanos. Se rindió a las fuerzas aliadas en abril de 1945, aún en Italia.

### Fin de la Legión
Con la derrota inminente del Tercer Reich en mayo de 1945, el resto de la Legión india estacionada en Alemania buscó refugio en la neutral Suiza. Emprendieron una desesperada marcha de 2,6 kilómetros (1.6 millas) a lo largo de las orillas del Lago de Constanza, intentando ingresar a Suiza a través de los pasos alpinos. Sin embargo, esto no tuvo éxito y la legión fue capturada por las fuerzas estadounidenses y francesas y entregada a las fuerzas británicas e indias en Europa. Hay alguna evidencia de que algunas de estas tropas indias fueron disparadas por tropas marroquíes francesas en la ciudad de Immenstadt después de su captura, antes de que pudieran ser entregadas a las fuerzas británicas. Las tropas capturadas serían enviadas más tarde a la India, donde un número sería juzgado por traición.

## Legado
La asociación integral de la Legión India Libre con el Tercer Reich y las otras potencias del Eje significa que su legado se ve desde dos puntos de vista, de manera similar a otros movimientos nacionalistas que se alinearon con Alemania durante la guerra, como el movimiento de Vlásov. Un punto de vista lo ve como una unidad colaboracionista del Tercer Reich; el otro lo ve como la realización de un ejército de liberación para luchar contra el Raj británico.
A diferencia del Ejército Nacional Indio, concebido con la misma doctrina, ha encontrado poca exposición desde el final de la guerra, incluso en la India independiente. Esto se debe a que estaba muy lejos de la India, a diferencia de Birmania, y porque la Legión era mucho más pequeña que el CNI y no estaba involucrada en su papel originalmente concebido. Los planes de Bose para la Legión, e incluso el CNI, eran demasiado grandiosos para su capacidad militar y su destino estaba demasiado vinculado al de los poderes del Eje. Sin embargo, observando el legado de Azad Hind, los historiadores consideran las acciones militares y políticas de ambos movimientos (de los cuales la Legión fue uno de los primeros elementos y una parte integral de los planes de Bose) y el efecto indirecto que tuvieron en el eventos de la era. 
En las historias alemanas de la Segunda Guerra Mundial, la Legión se nota menos que otras unidades voluntarias extranjeras. La cineasta y autora Merle Kröger, sin embargo, hizo la novela de misterio de 2003 Cut! sobre soldados de la Legión en Francia. Ella dijo que los encontró un tema excelente para un misterio porque casi ningún alemán había oído hablar de los indios que se ofrecieron como voluntarios para el Ejército alemán. La única película india que menciona a la Legión es la producción de Bollywood 2011 Dear Friend Hitler, que retrata el intento de la Legión de escapar a Suiza y sus consecuencias. 

### Percepciones como colaboradores
Al considerar la historia de la Legión de la India Libre, el aspecto más controvertido es su vínculo integral con el Tercer Reich, con una percepción generalizada de que fueron colaboradores de la Alemania nazi en virtud de su uniforme, juramento y campo de operación. Las opiniones del fundador y líder del movimiento Azad Hind, Subhas Chandra Bose, fueron algo más matizadas que el apoyo directo al Eje. Durante la década de 1930, Bose organizó y dirigió marchas de protesta contra el imperialismo japonés, y escribió un artículo que atacaba al imperialismo japonés, aunque expresó su admiración por otros aspectos del régimen japonés. La correspondencia de Bose antes de 1939 también mostró su profunda desaprobación de las prácticas "racistas" y la anulación de las instituciones democráticas por parte de los nacionalsocialistas. No obstante, expresó su admiración por los métodos autoritarios y nacionalistas que vio en Italia y Alemania durante la década de 1930, y pensó que podrían usarse para construir una India independiente.
La opinión de Bose no fue necesariamente compartida por todos los hombres de la Legión India Libre, y no formaron parte de la ideología nacionalsocialista ni colaboraron con la maquinaria alemana. Los voluntarios de la Legión no solo estaban motivados por la oportunidad de escapar del encarcelamiento y ganar dinero. De hecho, cuando los primeros prisioneros de guerra fueron traídos a Annaburg y se encontraron con Subhas Chandra Bose, hubo una marcada y abierta hostilidad hacia él como un "títere de propaganda nazi". Una vez que los esfuerzos y puntos de vista de Bose ganaron más simpatía, una pregunta persistente entre los prisioneros de guerra fue '¿Cómo se mantendría el legionario en relación con el soldado alemán?'. Los indios no estaban preparados para luchar simplemente por los intereses de Alemania, después de abandonar su juramento al Rey-Emperador. El Centro India Libre, a cargo de la legión después de la partida de Bose, enfrentó una serie de quejas de los legionarios. Lo más importante fue que Bose los había abandonado y los había dejado completamente en manos alemanas, y la percepción de que la Wehrmacht los iba a usar ahora en el Frente Occidental en lugar de enviarlos a luchar por la independencia.
La actitud de los soldados de la Legión era similar a la del italiano Battaglione Azad Hindoustan, que había sido de dudosa lealtad a la causa del Eje: se disolvió después de un motín. En un caso, inmediatamente antes del primer despliegue de la Legión en los Países Bajos en abril de 1943, después de la partida del 1.º Batallón de Königsbrück, dos compañías dentro del 2.º Batallón se negaron a moverse hasta que los líderes indios los convencieran. Incluso en Asia, donde el Ejército Nacional Indio era mucho más grande y luchó contra los británicos directamente, Bose enfrentó obstáculos similares al principio. Todo esto demuestra que muchos de los hombres nunca tuvieron lealtad a la causa o ideología nacionalsocialista; La motivación de los hombres de la Legión era luchar por la independencia de la India. La unidad se le acusa de presuntamente haber participado en atrocidades, especialmente en la región de Médoc en julio de 1944, y en la región de Ruffec y el departamento de Indre durante su retiro, y además, algunos elementos de la unidad emprendieron operaciones antipartisanos en Italia. 

### Papel en la Independencia India
Sin embargo, en términos políticos, Bose pudo haber tenido éxito, debido a los eventos que ocurrieron dentro de la India después de la guerra. Después de la guerra, los soldados y oficiales de la Legión India Libre fueron llevados como prisioneros a la India, donde serían llevados a juicio en cortes marciales junto con los indios que estaban en el CNI. Sus historias fueron vistas como tan incendiarias que, temiendo revueltas masivas y levantamientos en todo el imperio, el gobierno británico prohibió que la BBC transmitiera sobre ellos después de la guerra. No se sabe mucho de los cargos formulados contra los soldados de la Legión de la India Libre, pero los juicios del Ejército Nacional de la India que se iniciaron tuvieron que conmutar las sentencias que emitieron o se retiraron los cargos, luego de protestas generalizadas y varios motines. Como una condición de independencia acordada fácilmente por el CNI, los miembros de la Legión de la India Libre y el ENI no tenían permitido servir en el ejército indio posterior a la independencia, pero todos fueron liberados antes de la independencia. Una vez que las historias llegaron al público, hubo un cambio en la percepción del movimiento Azad Hind de traidores y colaboradores a patriotas. Aunque las autoridades esperaban mejorar la moral de sus tropas procesando a los voluntarios de Azad Hind, solo contribuyeron al sentimiento entre muchos miembros del ejército de que habían estado en el lado equivocado durante la guerra. Según el historiador Michael Edwardes, el "ENI y la Legión India Libre eclipsaron la conferencia que conduciría a la independencia, celebrada en el mismo Fuerte Rojo que los juicios".
Inspirado en gran medida por las historias de los soldados en el juicio, estalló un motín en la Armada Real India y recibió un amplio apoyo público. Mientras las tropas que luchaban por los Aliados estaban siendo desmovilizadas, el motín de la Armada fue seguido por motines más pequeños en la Real Fuerza Aérea India, y un motín en el ejército indio que fue reprimido por la fuerza. A raíz de los motines, el resumen de inteligencia semanal publicado el 25 de marzo de 1946 admitió que el ejército indio ya no era confiable, y para el Ejército, "solo se podían hacer estimaciones diarias de estabilidad". No se podía confiar en las fuerzas armadas para suprimir los disturbios como lo habían estado antes, y basándose en las experiencias de la Legión de la India Libre y el CNI, sus acciones no podían predecirse por su juramento al Rey-Emperador. Reflexionando sobre los factores que guiaron la decisión británica de renunciar a su gobierno en la India, Clement Attlee, entonces Primer Ministro británico, citó como la razón más importante la comprensión de que las fuerzas armadas indias podrían no apuntalar el Raj. Aunque el gobierno británico había prometido otorgar el estatus de dominio a la India al final de la guerra, las opiniones mantenidas por los funcionarios británicos después de la guerra muestran [cita requerida]   que, aunque militarmente fue un fracaso, los indios que lucharon por el Eje probablemente aceleraron la independencia india.

### Cultura de la memoria en Alemania
Instituciones e individuos privados en India y Alemania cooperan en la preservación y procesamiento del patrimonio histórico común.
Hasta el día de hoy, los descendientes de soldados indios viven en Alemania, incluida la economista Anita Bose Pfaff, la única hija de Subhas Chandra Bose y varios miembros de la Legión India regresaron a Alemania durante décadas al lugar donde estaban estacionados.
En el actual estado alemán de Sajonia-Anhalt, donde se encontraba la base principal de la legión, su historia ha sido y está siendo retratada en los museos.
La exposición permanente en el Amtshaus Annaburg en Annaburg está dedicada al campo central para prisioneros de guerra indios en Annaburg durante la Segunda Guerra Mundial y la fundación de la Legión de la India Libre, además de otras ciudades- temas históricos. Esto se hizo en cooperación con el Centro de Investigación Netaji en Calcuta, que prestó valiosos objetos y fotografías al Museo de Annaburg.
Dentro de la exposición especial “Else Hertzer. Kriegsmappe 1945" ("Else Hertzer. Carpeta de guerra 1945") en el Museo de las Colecciones Municipales en el Zeughaus en Lutherstadt Wittenberg en 2019, una serie de retratos de indios de Annaburg retratados por Else Hertzer en su función como pintora de la ciudad formó una atracción especial. Los etnólogos Georg Pfeffer y Nils Seethaler pudieron usar los trajes representados y las firmas (en diferentes escrituras e idiomas) para clasificar a las personas representadas religiosa y étnicamente.

## Galería

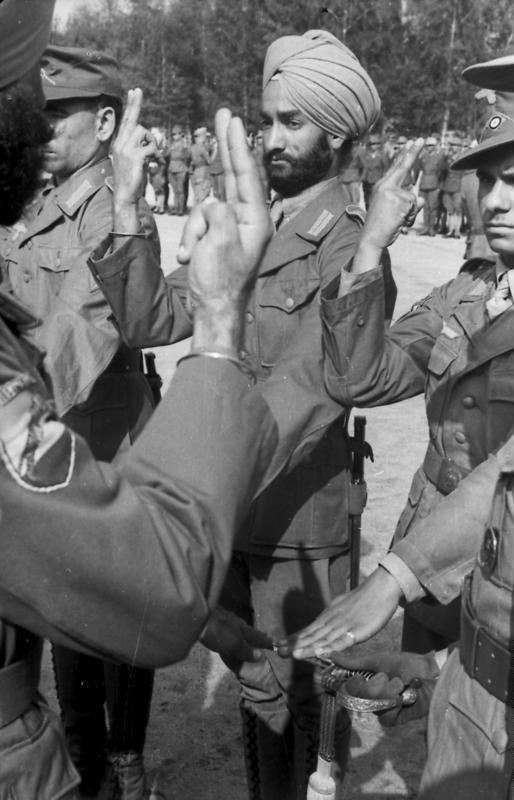
Soldados de la Legión jurando, 1942.
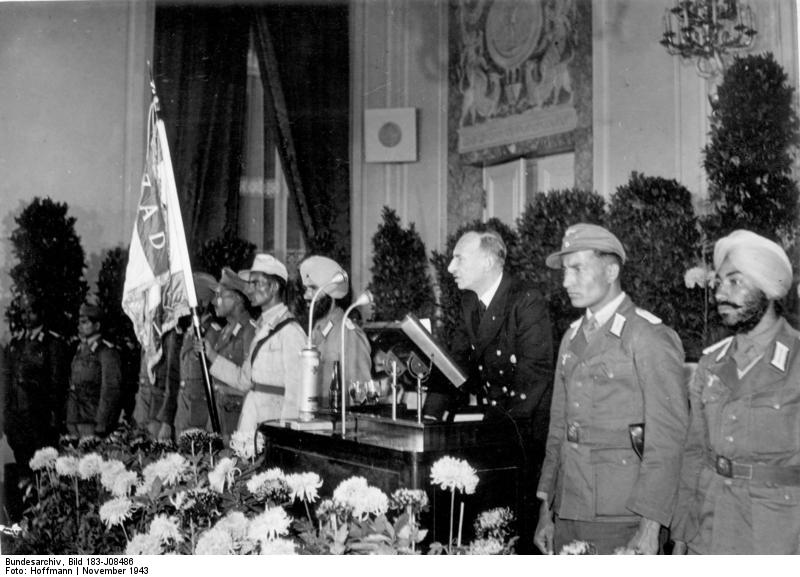
Solemne reunión dedicada al Establecimiento del Gobierno Nacional Indio interino. Hotel Kaiserhof, Berlín, 16 de noviembre de 1943.
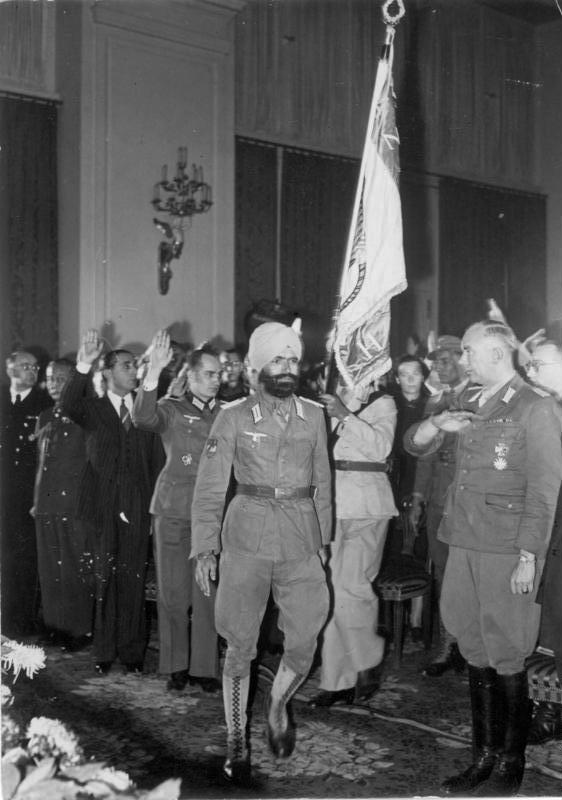
Hotel Kaiserhof, 16 de noviembre de 1943.